# Colonia Emiliano Zapata, Guerrero
Colonia Emiliano Zapata är en ort i Mexiko.   Den ligger i kommunen Florencio Villarreal och delstaten Guerrero, i den södra delen av landet, 300 km söder om huvudstaden Mexico City. Colonia Emiliano Zapata ligger 9 meter över havet och antalet invånare är 108.
Terrängen runt Colonia Emiliano Zapata är platt. Havet är nära Colonia Emiliano Zapata åt sydväst. Runt Colonia Emiliano Zapata är det ganska glesbefolkat, med 47 invånare per kvadratkilometer. Närmaste större samhälle är Cruz Grande, 9,4 km nordost om Colonia Emiliano Zapata. Omgivningarna runt Colonia Emiliano Zapata är en mosaik av jordbruksmark och naturlig växtlighet.